# Пикардт, Йохан
Йохан Пикардт (нидерл. Johan Picardt, также Piccardt; 5 февраля 1600, Бад-Бентхайм — 21 мая 1670, Куворден) — немецкий и нидерландский историк, медик, агроном и кальвинистский пастор. Был первым историком нидерландской провинции Дренте.

## Биография
Сын кальвинистского пастора при дворе графа Бентхайма. После окончания гимназии в Штайнфурте изучал теологию в Франекере и Лейдене. Окончив образование в 1623 году стал пастором в Эгмонд-ан-Зе.
Наряду с исполнением пасторских обязанностей, Пикардт занимался медициной и сельскохозяйственными экспериментами. В 1628 году получил в Лейдене степень доктора медицины. Кальвинистская доктрина запрещала священнику заниматься медициной, что привело к конфликту Пикарда с церковным собранием Алкмара, что вынудило его покинуть Эгмонд.
В 1642 году он поселяется в Ре, Дренте, а в 1643 году становится пастором в Ролде. В то же время он ведёт эксперименты по культивации местных болотистых земель. В Ре Пикард пишет книгу — Den Prediger («Пастор»), изданную в Зволе, в 1650 году. В настоящее время единственный известный экземпляр книги находится в коллекции Музея Дренте в Ассене. Книга описывает, в мрачных тонах, пасторскую жизнь.
В 1648 году Пикардт становится пастором в Кувордене.
В 1660 году Пикардт публикует в Амстердаме, тиражом в 125 экземпляров, свою самую известную работу — «Анналы Дренте». Первая книга по истории Дренте, «Анналы» дважды переиздавались в XVIII-ом веке без иллюстраций, и лишь в 1970 году выходит факсимильное переиздание книги.
В 2008 году «Анналы» переизданны в четвёртый раз, с предисловием профессора Лендерта П. Лауве и введением доктора Вейнанда А. Б. ван дер Сандена.
«Анналы» описывают историю Дренте, в том числе идеи Пикардта относительно многочисленных характерных для региона древних артефактов: кельтских полей, курганов, дольменов. Кельтские поля, по его мнению, были фортификационными сооружениями древних язычников; дольмены — постройки великанов (от этой теории происходит современное нидерландское название дольмена — hunebed, от нидерл. устар. huynen — великаны); курганы — жилища «белых баб» (нидерл. witte wieven).
В «Анналах» Пикардт выдвигает аргументы за веру в Дьявола, ведьм и привидения.
В 1664 году опубликована книга Пикардта «Совет по культивации и улучшению всех злых, диких и бесплодных земель» (нидерл. Raedt angaende de cultuyre en verbeteringe van alle woeste/ wilde en onvruchtbare landen).
Умер доктор Пикард 21 мая 1670 года в Кувордене.

## Список произведений
- 1643 — Afscheedts-sermoon gedaan in de volcrijcke kercklijcke vergaderinghe tot Egmond op Zee
- 1650 — De Prediger, dat is grondige verklaringe …. van de authoriteyt, waerdicheyt, en uytnemendheid des H. predigambts boven alle hoogheden, digniteiten en officien deser werelt
- 1660 — Korte beschrijvinge van eenige vergetene en verborgene antiquiteiten der provintien en landen gelegen tusschen de Noord Zee, de IJsel, Emse en Lippe. Waer bij gevoeght zijn Annales Drenthiae
- 1664 — Raedt angaende de cultuyre en verbeteringe van alle woeste/ wilde en onvruchtbare landen